# ميشيل جوندري
ميشيل جوندري (بالفرنسية: Michel Gondry) (و. 1963  م) هو مخرج أفلام، وكاتب سيناريو فرنسي، ولد في فرساي.

## التعليم
تعلم في École nationale supérieure des arts appliqués et des métiers d'art ‏.

## جوائز وترشيحات
حصل على جوائز منها:
- جائزة نقابة الكتاب الأمريكية عن فئة أفضل سيناريو أصلي  [لغات أخرى]‏، عن عمل: إشراقة أبدية لعقل نظيف (2004)
- جائزة الأوسكار لأفضل كتابة "سيناريو أصلي"، عن عمل: إشراقة أبدية لعقل نظيف (2003).

ترشح لـ:
- جائزة الأوسكار لأفضل كتابة "سيناريو أصلي"، عن عمل: إشراقة أبدية لعقل نظيف.

## وصلات خارجية
- ميشيل جوندري على موقع IMDb (الإنجليزية)
- ميشيل جوندري على موقع روتن توميتوز (الإنجليزية)
- ميشيل جوندري على موقع مونزينجر (الألمانية)
- ميشيل جوندري على موقع قاعدة بيانات الأفلام العربية
- ميشيل جوندري على موقع ألو سيني (الفرنسية)
- ميشيل جوندري على موقع ميوزك برينز (الإنجليزية)
- ميشيل جوندري على موقع تيرنر كلاسيك موفيز (الإنجليزية)
- ميشيل جوندري على موقع أول موفي (الإنجليزية)
- ميشيل جوندري على موقع بوكس أوفيس موجو (الإنجليزية)
- ميشيل جوندري على موقع قاعدة بيانات الأفلام السويدية (السويدية)